# Ricard Ruiz Garzón
Ricard Ruiz Garzón   (Barcelona, 1973) és un escriptor català que fa de professor a l'Escola d'Escriptura de l'Ateneu Barcelonès. Actualment, és membre de junta de l'Associació d'Escriptors en Llengua Catalana i el Consell Català del Llibre Infantil i Juvenil. També ha estat vicepresident de l'Associació de Periodistes Culturals (2013-2016) i membre del jurat de premis literaris com el Pere Quart, el Joaquim Ruyra, el Ciutat d'Alzira o el Crexells. Llicenciat en Ciències de la Comunicació a la Universitat Autònoma de Barcelona, ha exercit de periodista cultural a mitjans com El País, El Periódico, Time Out Barcelona, RAC 1, Catalunya Ràdio, TV3, BTV, RNE, la SER, COM Ràdio.
Ha assessorat diverses editorials, segells com: Fantascy i :Rata_.. Les seves especialitats són el gènere fantàstic, la literatura infantil i juvenil i la divulgació en temes com la literatura, la salut mental o l'ensenyament de l'escriptura.
També ha participat en una dotzena d'antologies i ha antologat ell mateix els reculls de contes: Mañana todavía: doce distopías para el siglo XXI (Fantascy, 2014), Risc edició catalana i Riesgo edició castellana (:Rata_., 2017), Insólitas. Narradoras de lo fantástico en Latinoamérica y España (Páginas de Espuma, 2019, amb Teresa López-Pellisa) i Extraordinàries. Noves autores de l'insòlit (Males Herbes).
Les seves obres han rebut premis com l'Edebé de Literatura Infantil o el Ramon Muntaner de Literatura Juvenil, i han estat traduïdes al gallec, l'italià, el portuguès, el francés i el turc.

## Obra
- Las voces del laberinto. Historias reales de la esquizofrenia (Plaza Janés, 2005 / Debolsillo 2007)
- Esquizo. Històries reals (La Campana, 2008)
- El mejor regalo del mundo (Pirueta,2010) (il·lustració Claudia Degliuomini)
- Guardians de somnis I: El llibre de Morfeu (amb Àlex Hinojo) (La Galera, 2014)
- Guardians de somnis II: El ball del somnàmbul (amb Àlex Hinojo) (La Galera, 2015)
- Herba negra (amb Salvador Macip) (Fanbooks, 2016, Premi Ramon Muntaner)
- Quin cap! (Pagès-Nandibú,2016) (il·lustració Pedro Rodríguez)
- Selfis (amb Saïd El Kadaoui) (Columna,2017)
- La immortal (Edebé, 2017, Premi Edebé de Literatura Infantil) (il·lustració Maite Gurrutxaga)
- Mary Shelley i el Monstre de Frankenstein. Ara i aquí (Angle, 2018)
- Las voces y el laberinto (amb Alfredo Borés) (Sapristi, 2018)
- Deu mascotes i un drac (Edebé) (il·lustració Manuel Ortega).
- Mångata (Edebé, 2020).[5]